# Milija Glišić
Milija Glišić (en serbe cyrillique : Милија Глишић ; né en 1932 à Riljac) est un sculpteur serbe. En plus de ses sculptures, il a aussi réalisé des médaillons et des plaques.

## Présentation
Milija Glišić suit les cours de l'Académie des beaux-arts de Belgrade. En 1961, il devient membre de l'Association des artistes de Serbie (en serbe : Udruženje likovnih umetnika Srbije ; en abrégé : ULUS). Il participe au groupe d'artistes Lada et enseigne à la Faculté des beaux-arts de Belgrade. Il participe à de nombreuses expositions collectives et individuelles,  en Yougoslavie et à l'étranger, notamment à Belgrade (1965, 1969, 1981), à Ćuprija (1958), à Niš (1983), Pirot (1983), Leskovac (1983) ou Zemun.
Milija Glišić vit à Belgrade, dans le quartier de Žarkovo.

## Quelques créations
- Rencontre I, à Bosanska Krupa
- Oiseau, à Prilep
- Monument à Prota Matija Nenadović, à Valjevo
- Monument à Nikola Tesla, à Trstenik
- le Monument aux travailleurs, à Kruševac
- Forme renflée, marbre, 1968, à Aranđelovac
- une terre cuite à Kikinda, 1992
- Grozdasta forma, Belgrade, parc de Tašmajdan